# San Francesco Patrono d'Italia
San Francesco Patrono d'Italia è una rivista mensile a diffusione mondiale, fondata nel 1920 ad Assisi dalla comunità francescana conventuale di Assisi. È nata per il settimo centenario della morte di Francesco d'Assisi, patrono d'Italia (1226-1926).
La rivista è l'organo ufficiale di stampa della basilica e del sacro convento di San Francesco in Assisi, un punto di riferimento per i francescani sparsi nel mondo e per i devoti di Francesco. Il periodico contiene pagine di cultura, arte, religione, attualità, eventi della basilica di San Francesco e approfondimenti francescani, scritte da giornalisti di rilievo nazionale ed internazionale. La rivista si prefigge di divulgare la parola, la vita, i gesti e la protezione di san Francesco. Il mensile è stato tradotto in passato in inglese e in arabo e stampato in braille per i non vedenti.
Il periodico è distribuito in abbonamento, gratuitamente in tutte le scuole italiane, le carceri e le sedi UIC (Unione italiana dei ciechi e degli ipovedenti).

## Storia

### La fondazione
L'idea di una testata d'ispirazione francescana che si rivolgesse a tutti gli italiani vide la luce il 4 ottobre del 1920 da parte della comunità francescana conventuale di Assisi, in preparazione ai festeggiamenti del VII centenario della morte di San Francesco.
Nel primo numero della rivista venne illustrato il progetto di evangelizzazione che ha ispirato la nascita della pubblicazione:
Il progetto fu appreso con soddisfazione dal sommo pontefice Benedetto XV, che il 17 settembre 1920 rivolse questo augurio:
(Papa Benedetto XV)

### I primi anni di vita
Il primo anno di vita fu molto importante per la comunità conventuale di Assisi. Il giornale veniva pubblicato il giorno 4 di ciascun mese: si trattava di un fascicolo illustrato, di diverso numero di pagine. I dodici fascicoli componevano un volume di circa 250 pagine. Ogni volume costava 25 lire (per l'estero in oro). Il direttore della prima rivista era padre Leone Cicchitto.

### Dal 2004 ad oggi
Alla vigilia dell'ultimo Capitolo custodiale, nel novembre 2004, la direzione della rivista venne affidata a padre Enzo Fortunato, che apportò molti cambiamenti riguardo ai contenuti, alla diffusione, ai riconoscimenti e alla redazione esterna.

## Contenuti
In un primo tempo i contenuti della rivista si presentavano di carattere devozionale e inerenti alla vita santuariale. La scelta intrapresa in seguito, pur rispettando l'abbinamento con quello che di fatto è un santuario, è stata quella di creare delle sezioni per facilitare la lettura e il coinvolgimento (opinioni, attualità, formazione, eventi, semplicità francescana e interazione). Per le "opinioni" sono state coinvolte alcune tra le più importanti penne italiane, tra cui Ferruccio De Bortoli, Ezio Mauro, Francesco Giorgino, Marco Tarquinio, Aldo Cazzullo, Giacomo Galeazzi, Giovanni Maria Vian, Giuseppe De Carli, Orazio La Rocca, Roberto Olla. Per l'"attualità" è stato creato un gruppo di giovani corrispondenti: Alessio Antonielli, Francesco Nati, Milena Gentili, Roberto Pacilio. Per la "formazione", soprattutto quella francescana, sono stati chiamati Felice Accrocca, Milvia Bollati, Franco Cardini, Chiara Frugoni, Dino Dozzi. A un gruppo di frati, che fanno parte della redazione, sono state affidate le rubriche di carattere formativo. Fondamentale è anche l'interazione con i lettori della rivista, che inviano lettere e preghiere alla redazione, moltissime delle quali giungono dalle scuole e dalle carceri. Proprio le scuole forniscono ogni mese quattro pagine di contenuti, coinvolgendo così gli studenti italiani.

## Diffusione
Nel gennaio 2011 la rivista ha raggiunto quota 100 000 copie ed è stata distribuita per la prima volta in edicola. Una volta l'anno, per la festa di san Francesco, la rivista viene stampata in 500 000 copie. Nel marzo 2007 è iniziata la traduzione degli articoli di carattere francescano in inglese, arabo e braille, con l'obiettivo di diffondere in modo ancora più capillare il carisma francescano. Il sito internet della rivista è stato presentato ufficialmente al Senato della Repubblica davanti alle più alte cariche dello Stato.

## Riconoscimenti
In occasione della visita pontificia del 17 giugno 2007, una copia speciale del mensile è stata donata a papa Benedetto XVI, ottenendo successivamente apprezzamenti ed elogi dall'ufficio stampa vaticano. Il presidente della Repubblica Giorgio Napolitano ha invitato i responsabili della rivista al Quirinale, plaudendo la scelta dell'invito al dialogo col mondo musulmano. La Presidenza del Senato ha invitato ad abbonare i parlamentari, che risultano abbonati a tutt'oggi.